# Nortonella mongolica
Nortonella mongolica är en kvalsterart som beskrevs av Bayartogtokh och Aoki 1997. Nortonella mongolica ingår i släktet Nortonella och familjen Gymnodamaeidae. Inga underarter finns listade i Catalogue of Life.